# Священная конгрегация апостольского визита
Священная Конгрегация апостольского визита (лат. Congregatio pro visitatione apostolica) — упразднённая конгрегация Римской курии.

## История
Священная Конгрегация Апостольского Визита была учреждена Папой Климентом VIII буллой «Speculatores domus Israel» от 8 июня 1592 года, с помощью которой понтифик реализовывал одно из решений Тридентского Собора, обязывающего епархиальных епископов совершать пастырские визиты своих епархий. Таким образом, Конгрегация имела чисто местный характер и касалась только Римской епархии и состояла из группы кардиналов, которым было поручено организовывать и периодически планировать, обычные или чрезвычайные, визиты церквей и религиозных учреждений в городе Риме. Конгрегация получила свой облик и своё название от Папы Урбана VIII в 1624 году.
Её функции и полномочия были дополнительно уточнены Папой Александром VII в 1656 году и Папой Иннокентием XII в 1693 году
Папы, как епископы Рима, были префектами Конгрегации, возглавляемыми кардиналом-викарием епархии в качестве президента. В XIX веке службы Конгрегации располагались в здании перед базиликой Святого Августина на Марсовом поле, резиденции секретаря этой же Конгрегации.
Папы периодически устраивали внеочередные визиты в свою епархию. Известны визиты Климента VIII в 1592 году, Урбана VIII в 1624 году, Александра VII в 1656 году, Климента IX в 1667 году, Александра VIII в 1689 году, Иннокентия XII в 1693 году, Климента XI в 1701 году, Бенедикта XIII в 1724 году и Климента XII в 1730 году. После этой даты Папы совершили только два визита: Папа Лев XII в 1824 году и последний визит Папы Пия X в 1904 году.
Конгрегация была упразднена Пием X апостольской конституцией «Sapienti consilio» от 29 июня 1908 года, а её полномочия были переданы кардиналу-викарию Римской епархии.

## Руководители

### Префекты
В период с 1592 года по 1908 год — префектами Священной конгрегации были римские папы.

### Президенты
Кардинал-викарий выполнял функции президента.

### Секретари
- Джиберто III Борромео — (2 мая 1650 — 2 марта 1654);
- Чезаре Мария Антонио Распони — (10 марта 1654 — 15 февраля 1666);
- Франческо Равицца — (17 февраля 1666 — 22 февраля 1668);

...
- Джамбаттиста Спинола младший — (12 октября 1689 — 28 июля 1691);
- Франческо Мартелли — (27 июля 1691 — 17 мая 1706, возведён в кардиналы);
- Курцио Ориго — (17 мая 1706 — 26 сентября 1712, возведён в кардиналы);
- Антонио Банкьери — (30 октября 1712 — 23 сентября 1724 — назначен губернатором Рима);
- Антонио Мария Паллавичини — (11 сентября 1724 — 23 сентября 1743 — назначен титулярным патриархом Антиохии);
- Франческо Мария Риккарди — (23 сентября 1743 — 4 октября 1758, до смерти);
- Джамбаттиста Бортоли — (4 октября 1758 — 14 марта 1776, до смерти);
- Никколо Триа — (15 марта 1776 — 1808);
- Алессандро Мария Бранкадоро — (15 июня 1814 — 21 ноября 1816);
- Лоренцо Джироламо Маттеи — (21 ноября 1816 — 15 апреля 1833,в отставке);
- Никола Феррарелли — (15 апреля 1833 — 28 ноября 1843, до смерти);
- Альберто Барболани ди Монтауто — (22 января 1844 — 24 ноября 1845);
- Франческо Джентилини — (24 ноября 1845 — 16 июля 1847);
- Джованни Никколо Танара — (16 июля 1847 — 3 декабря 1853, до смерти);
  - Луиджи Фаусти — (1851 — 1853) — (про-секретарь и асессор);
- Луиджи Фаусти — (1853 — 1859);
- Карло Борньяна — (1859 — 1873);
- Филиппо Манетти — (1873 — 28 сентября 1879, до смерти);
- Антонио Мария Грасселли, O.F.M. Conv. — (28 сентября 1879 — 19 июня 1899 — назначен епископом Витербо и Тоскании)
- Раффаэле Зиролли — (14 декабря 1899 — 20 апреля 1903, до смерти);
- Филиппо Джентили — (4 августа 1903 — 28 июня 1908 — конгрегация упразднена).